# Center of My World
Center of My World (título original en alemán: Die Mitte der Welt, también conocida como El centro de mi mundo) es una película romántica dramática coming-of-age de 2016 dirigida por Jakob M. Erwa, basada en la novela homónima de Andreas Steinhöfel.

## Sinopsis
Tras intentar evitar sus problemas familiares durante el verano, Phil regresa a su casa para iniciar su año escolar. Ahí conoce y empieza a desarrollar sentimientos por Nicholas, su nuevo compañero de clase.

## Reparto
El reparto de la película está compuesto por:
- Louis Hofmann como Phil
- Sabine Timoteo como Glass
- Jannik Schümann como Nicholas
- Ada Philine Stappenbeck como Dianne
- Svenja Jung como Kat
- Sascha Alexander Geršak como Michael
- Inka Friedrich como Tereza
- Nina Proll como Pascal
- Clemens Rehbein como Kyle

## Producción
La novela El centro del mundo, publicada en 1998, se convirtió en un libro popular para adultos jóvenes. En 1999 ganó, entre otros premios, el premio Alemán de Literatura Juvenil y el Buxtehude Bull. En 2000, la novela recibió el Literaturpreis der Jury der jungen Leser en Viena. Además, fue el primer libro infantil alemán en entrar la lista de los libros más vendidos de la revista alemana Der Spiegel.
La película fue producida por Neue Schönhauser Filmproduktion, mojo:pictures y Prisma Film y distribuida por Universum Film. La producción recibió diversas financiaciones públicas, entre ellas dinero del Filmfonds Wien y del representante del Gobierno federal para la cultura y comunicaciones. La película fue dirigida por Jakob M. Erwa, quien también escribió el guion.
Louis Hofmann interpretó el papel de Phil; fue galardonado con el Deutscher Schauspielerpreis 2016 como mejor actor joven unas semanas antes del estreno. Jannik Schümann interpretó a Nicholas y Svenja Jung a Kat. Los papeles adicionales incluyen a Sabine Timoteo como Glass, Inka Friedrich y Nina Proll como Tereza y Pascal, Ada Philine Stappenbeck como Dianne y Sascha Alexander Geršak como el nuevo novio de Glass, Michael.
La película tuvo su estreno mundial en el Festival Internacional de Cine de Múnich el 26 de junio de 2016, y también se proyectó en el Festival Internacional de Cine de Moscú .  Se estrenó en cines en Alemania el 10 de noviembre de 2016 y en Austria al día siguiente.

## Recepción
Boyd van Hoeij, de The Hollywood Reporter, celebró que solo dos personas sean el centro de la historia. Según el, un punto fuerte de la película es cuando muestra cómo los adolescentes tienen que lidiar con su sexualidad, además elogió las actuaciones de los protagonistas. Sin embargo, van Hoeij también señaló que debido al enfoque en esos dos personajes, otros personajes se sintieron poco relevantes. Mike McCahill de The Guardian también alabó las actuaciones y la franqueza emocional del filme, más criticó el uso de flashbacks en la historia, considerándolos innecesarios.

### Reacción en Rusia
Al borde de la conferencia de prensa durante el estreno en Moscú, la película fue rechazada por algunos periodistas y críticos como propaganda y representación no tradicional de las relaciones sexuales entre adolescentes, cuya distribución no está permitida en Rusia. Kirill Raslogow, director del programa del festival de cine, había advertido a sus compatriotas con antelación: «Esta película podría impactar al público». El crítico de cine ruso Andrej Plachow, responsable del comité de selección del festival de cine de Moscú, explicó: «Me temo que casi ninguna empresa en Rusia querrá distribuir esta película. Entienden que se meterían en problemas». Sin embargo, la película recibió una respuesta positiva del público moscovita.